# Kraaiennest (metrostation)
Kraaiennest is een station van de Amsterdamse metro, gelegen op een viaduct boven de Karspeldreef in de Bijlmermeer in Amsterdam-Zuidoost. Het bovengrondse metrostation opende op 14 oktober 1977 en maakt deel uit van Gaasperplaslijn 53. Het wordt medegedragen door de Bijlmerdreefmetrobrug, een dubbel enkelsporig metroviaduct.
De naam Kraaiennest verwijst, zoals de meeste oorspronkelijke straatnamen in de Bijlmermeer, naar een historische boerderij of buitenplaats in Nederland. In dit geval zowel een fort met landhuis te Breukelen-Sint Pieter (provincie Utrecht) als van een boerderij in Harmelen (provincie Utrecht). Ten oosten van het station bevond zich, tot maart 2012 onder de gesloopte parkeergarage van de flat Kleiburg, het gelijknamige winkelcentrum Kraaiennest.
Het station heeft een eilandperron waarvandaan twee aparte uitgangen naar de tussen perron en maaiveld gelegen centrale verdeelhal voeren. Deze verdeelhal sloot oorspronkelijk aan op de verhoogde Karspeldreef en het busplatform, welke in het kader van de vernieuwing van de Bijlmermeer in 2005 werden verlaagd.
In het najaar van 2009 startte de ingrijpende verbouwing, waarbij het gehele station enkele tientallen meters in noordelijke richting werd verplaatst. Daarbij werd aan de noordzijde ook een nooduitgang gerealiseerd. Als eerste werd de bestaande toegang tot het station afgesloten en gesloopt en werd een nieuwe, tijdelijke toegang aan de zuidzijde gebouwd.
Voor dit nieuwe station is in 2005 door het Rotterdamse architectenbureau Maccreanor Lavington Architects een ontwerp gemaakt. Dit ontwerp bleek in de eerste opzet niet haalbaar binnen het beschikbare budget. In april 2008 werd een gewijzigd en vereenvoudigd ontwerp gepresenteerd.
Ten westen van het station is een nieuw winkelcentrum de Kameleon met woningen gerealiseerd, dat het bestaande winkelcentrum vanaf maart 2012 verving.
Het station is gerenoveerd en in september 2013 heropend. De kosten waren ca. €13 miljoen en er is ook een decoratief hekwerk gemaakt, ontworpen door Froukje Taconis. Samen met andere verbeteringen aan het station, leverde dit in juni 2014 een Britse architectuurprijs op, de Royal Institute of British Architects Award.

## Busplatform
Onder het station kwam in 1973 een busplatform in gebruik voor GVB en Centraal Nederland. Dit platform lag boven het maaiveld en gaf ook toegang tot een etage van het gezondheidscentrum. Het noordwestelijk gedeelte was in gebruik voor taxi's. Bij de verlaging van de Karspeldreef werd het busplatform afgebroken en kwamen de bushaltes ver uit elkaar te liggen aan de Karspeldreef en Kromwijkdreef op maaiveldniveau.

## Galerij

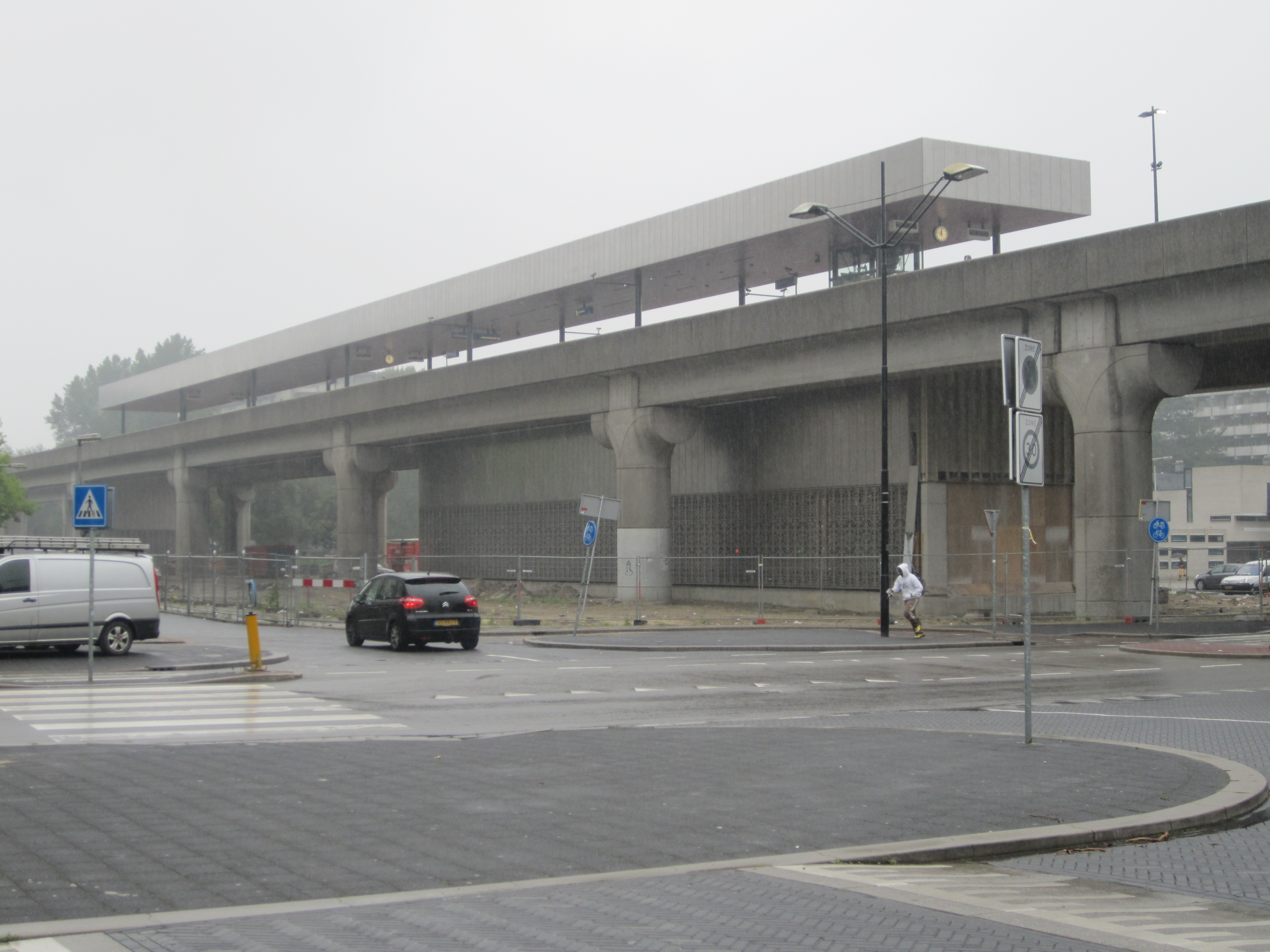
Aanzicht van het nieuwe station vanaf de Karspeldreef, augustus 2011.
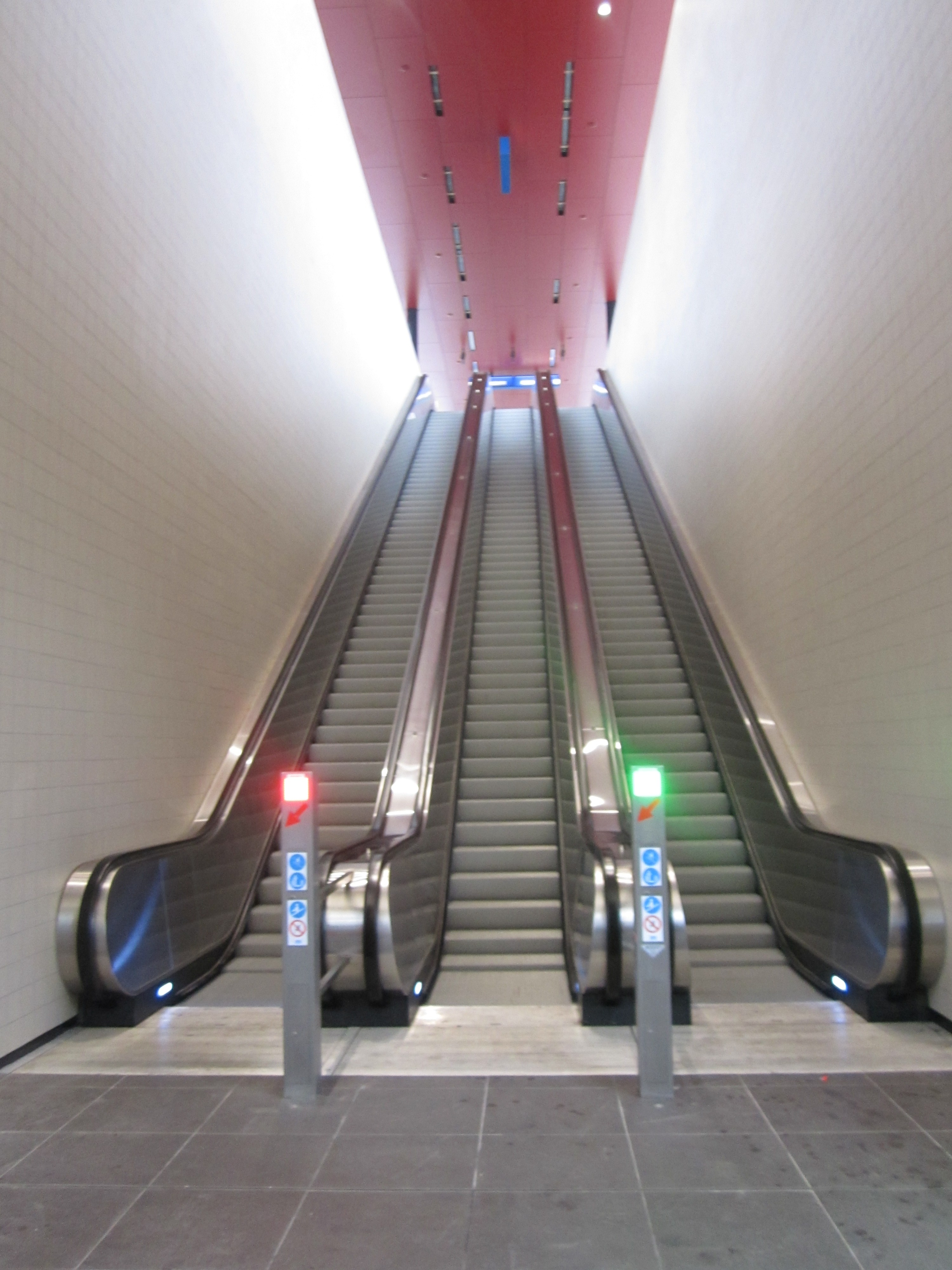
Het nieuwe station kent alleen nog roltrappen en een lift.
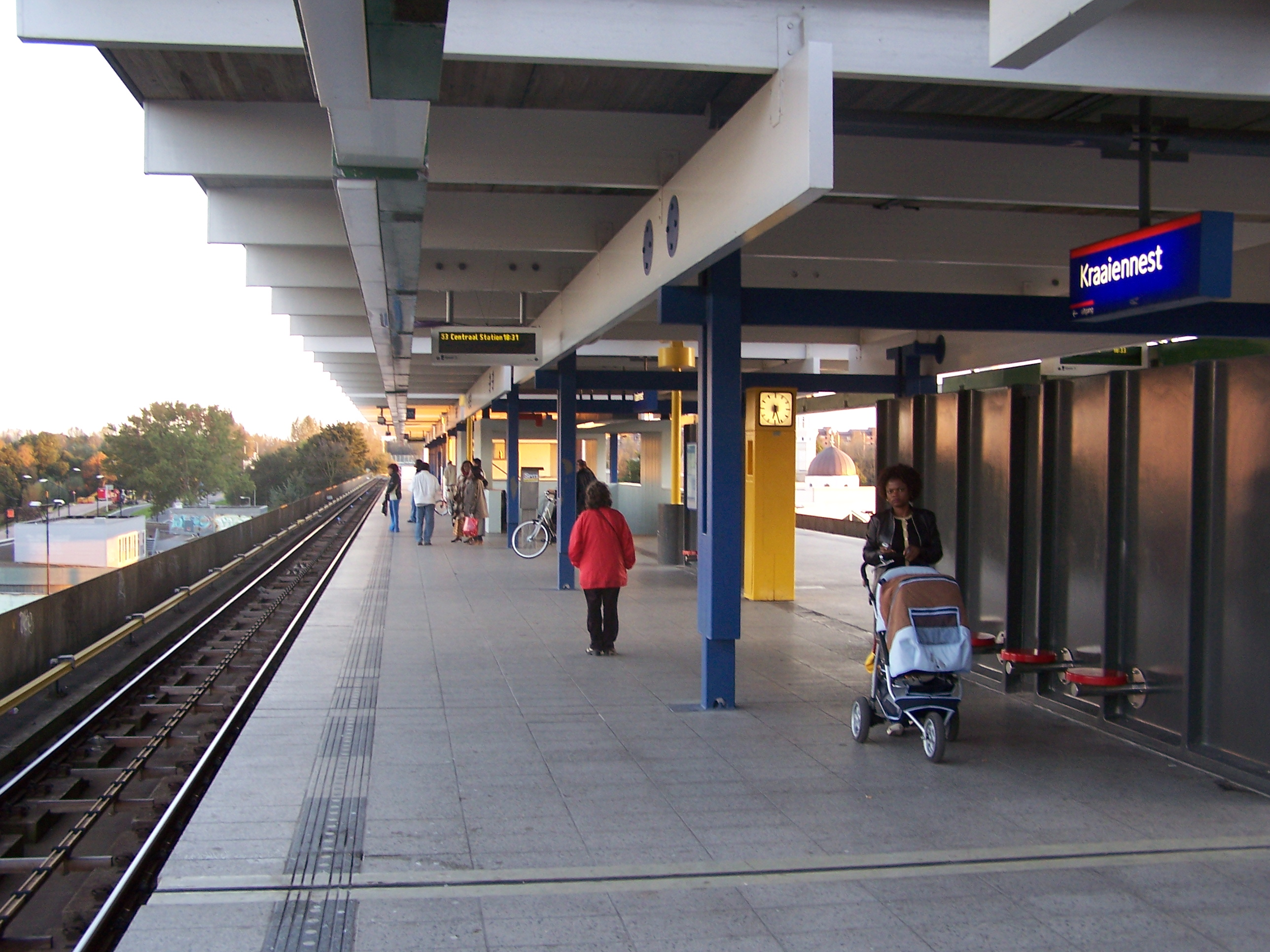
Het oude perron, gesloopt in 2010.
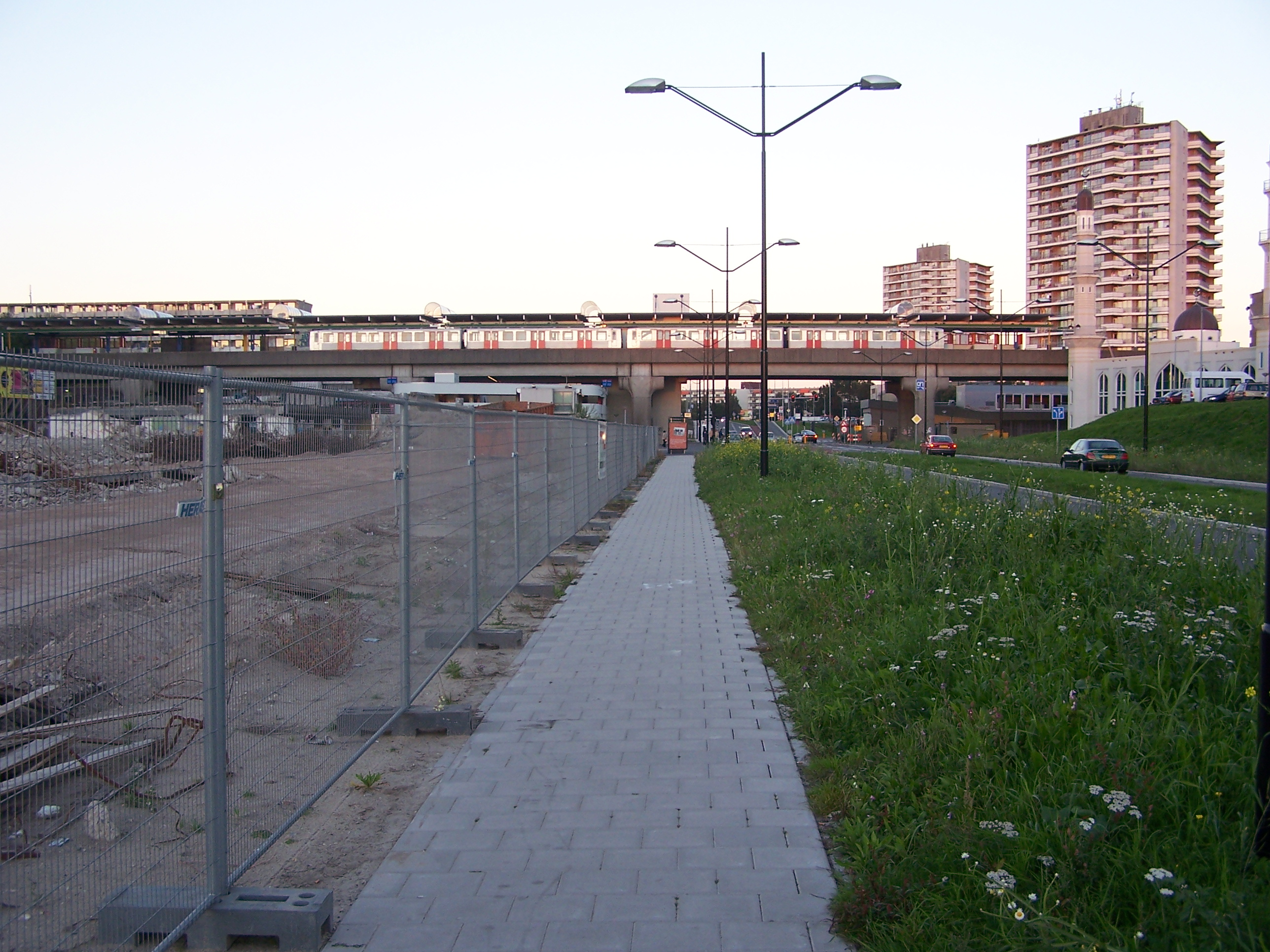
Aanzicht van het oude station vanaf de Karspeldreef.
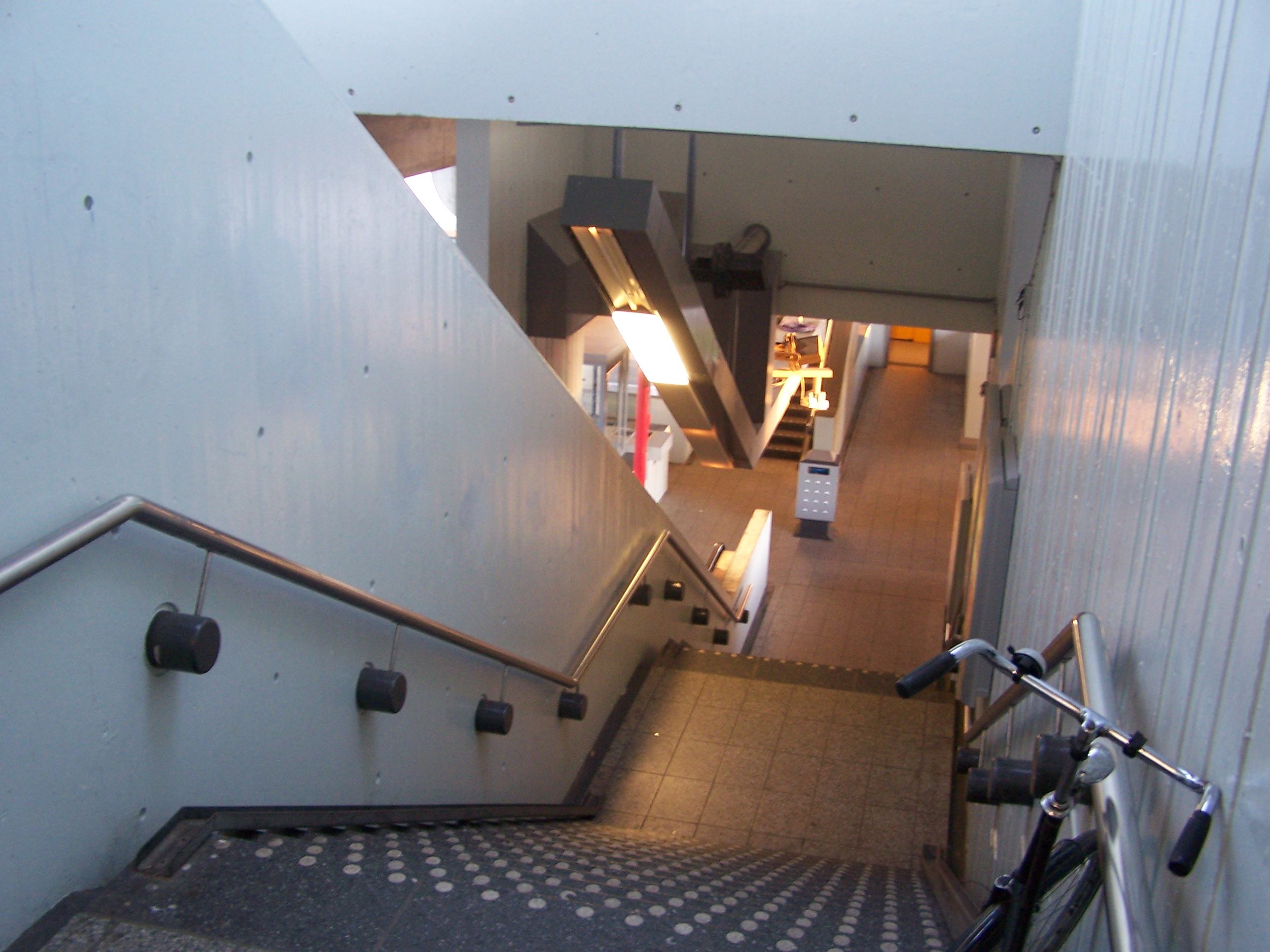
Het oude trappenhuis, gesloopt in 2010.
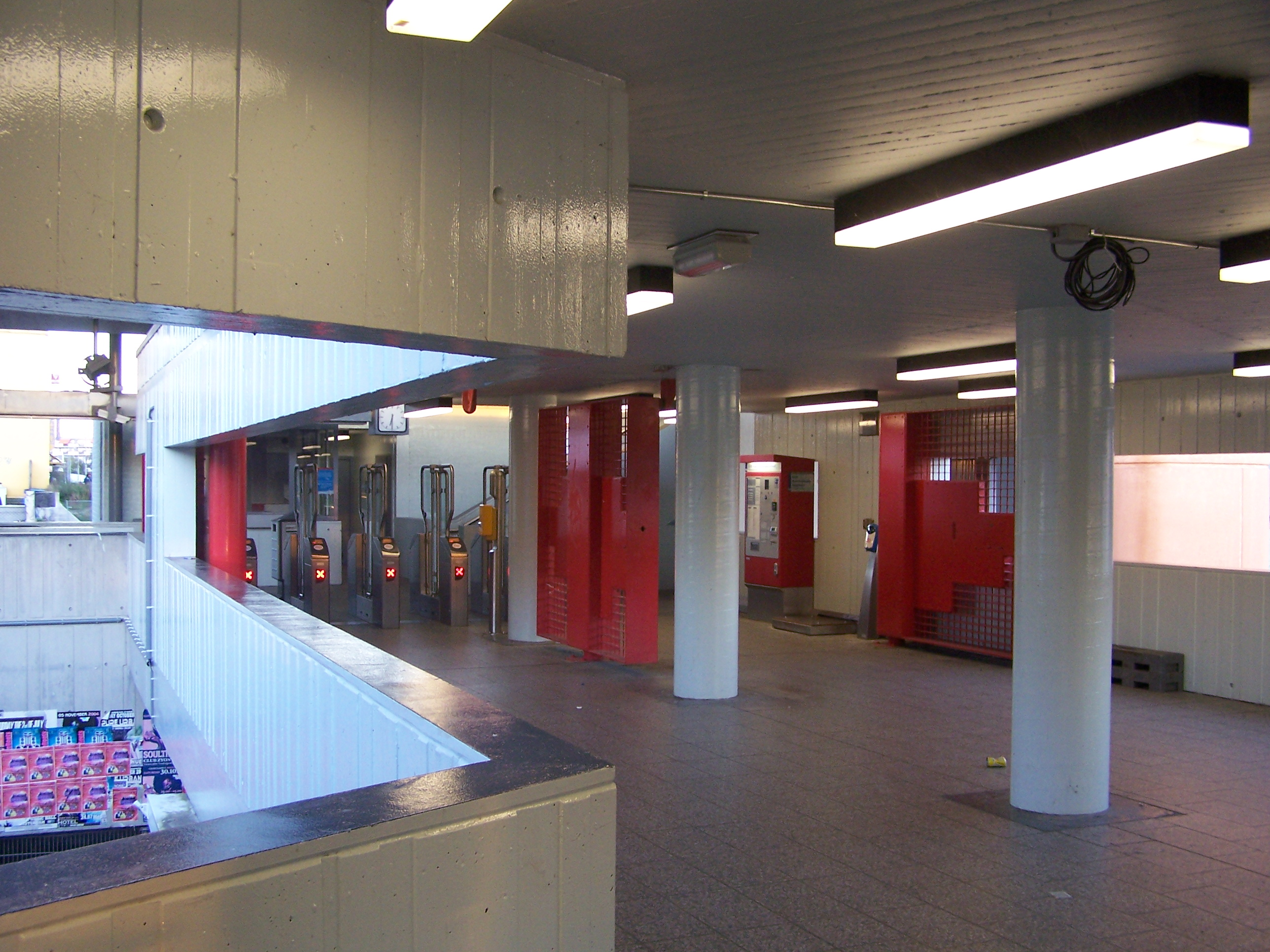
De oude stationshal, gesloopt in 2010.
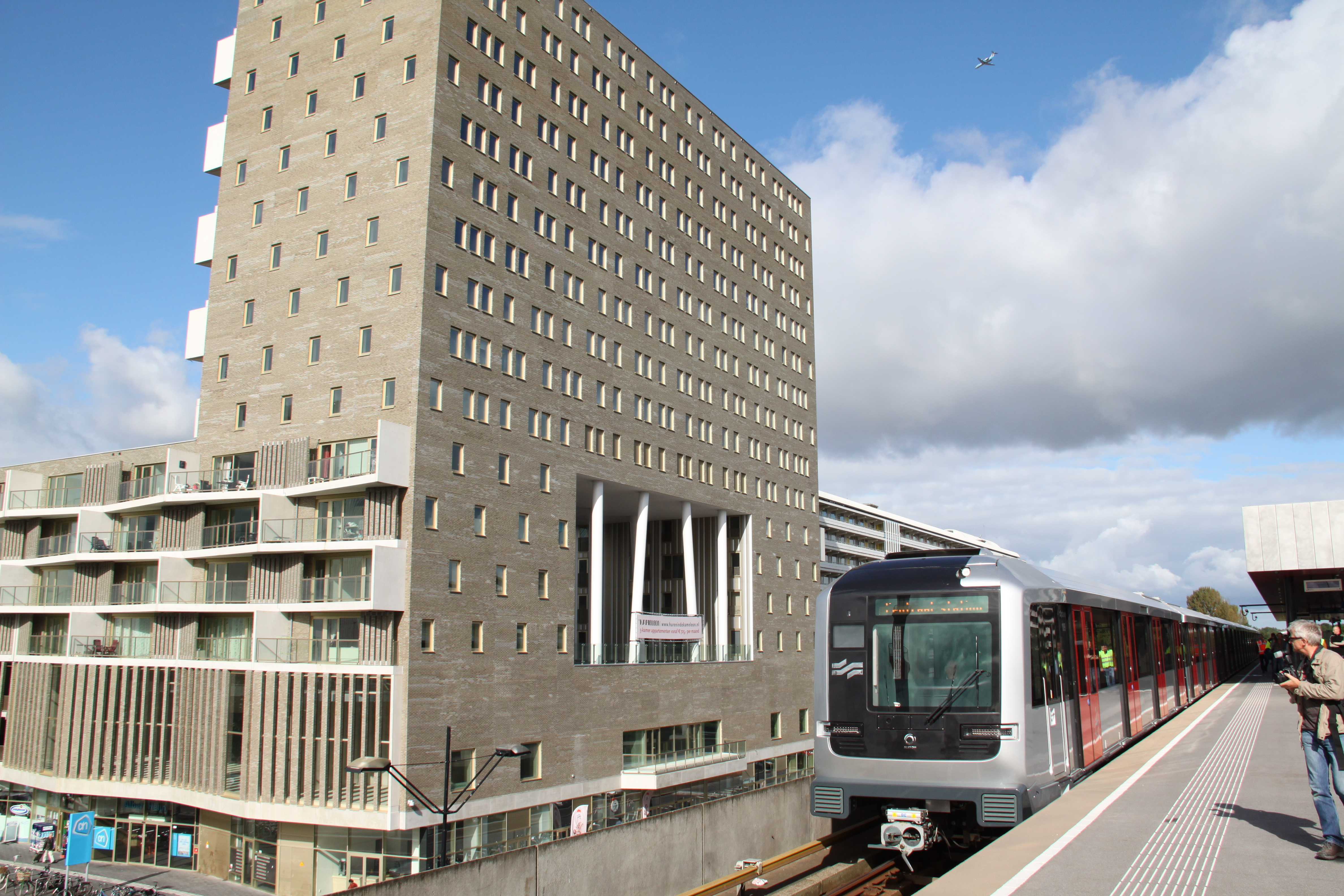
Een metro serie M5 tijdens een proefrit.
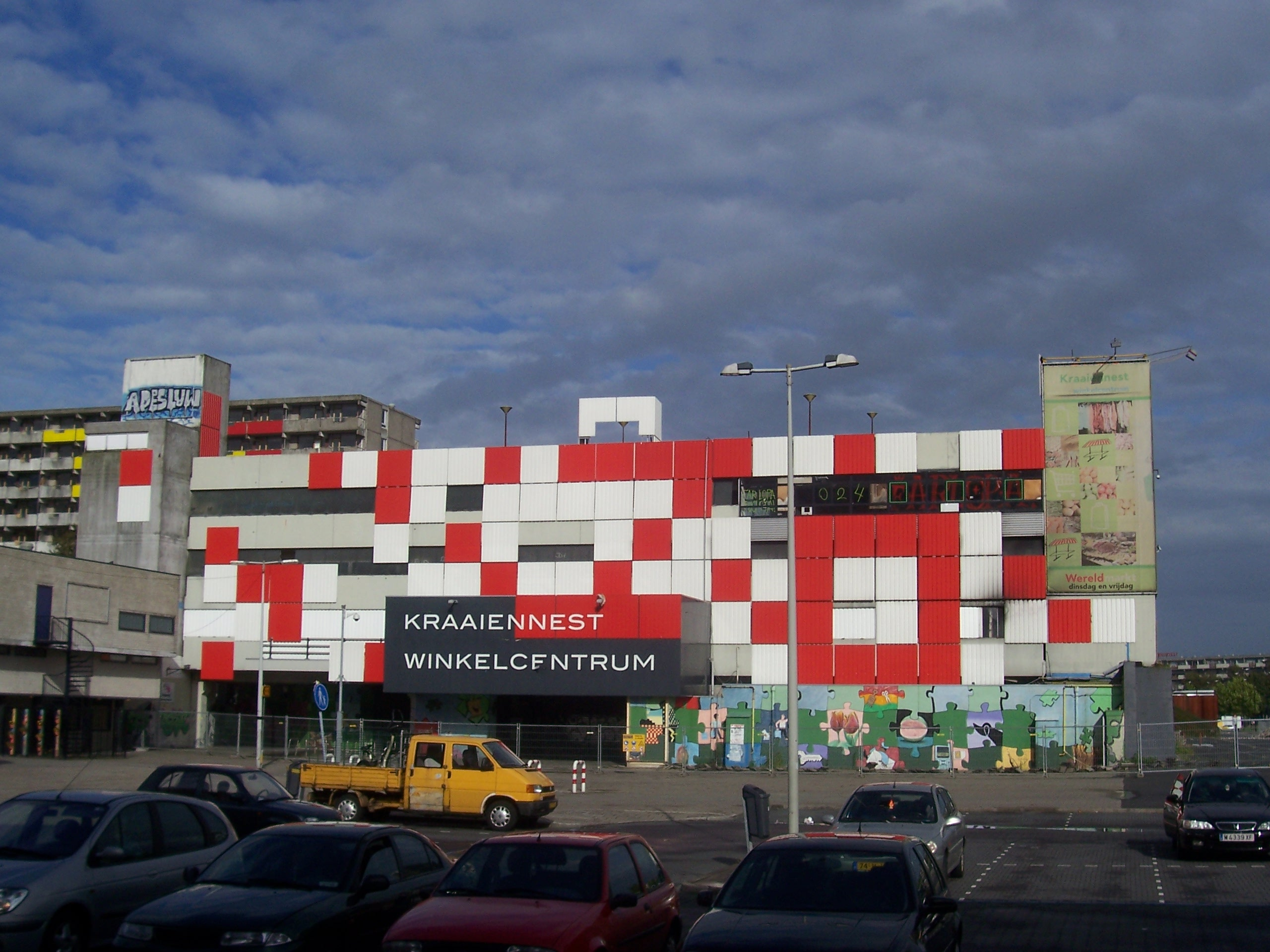
Voormalig winkelcentrum Kraaiennest, oktober 2012.
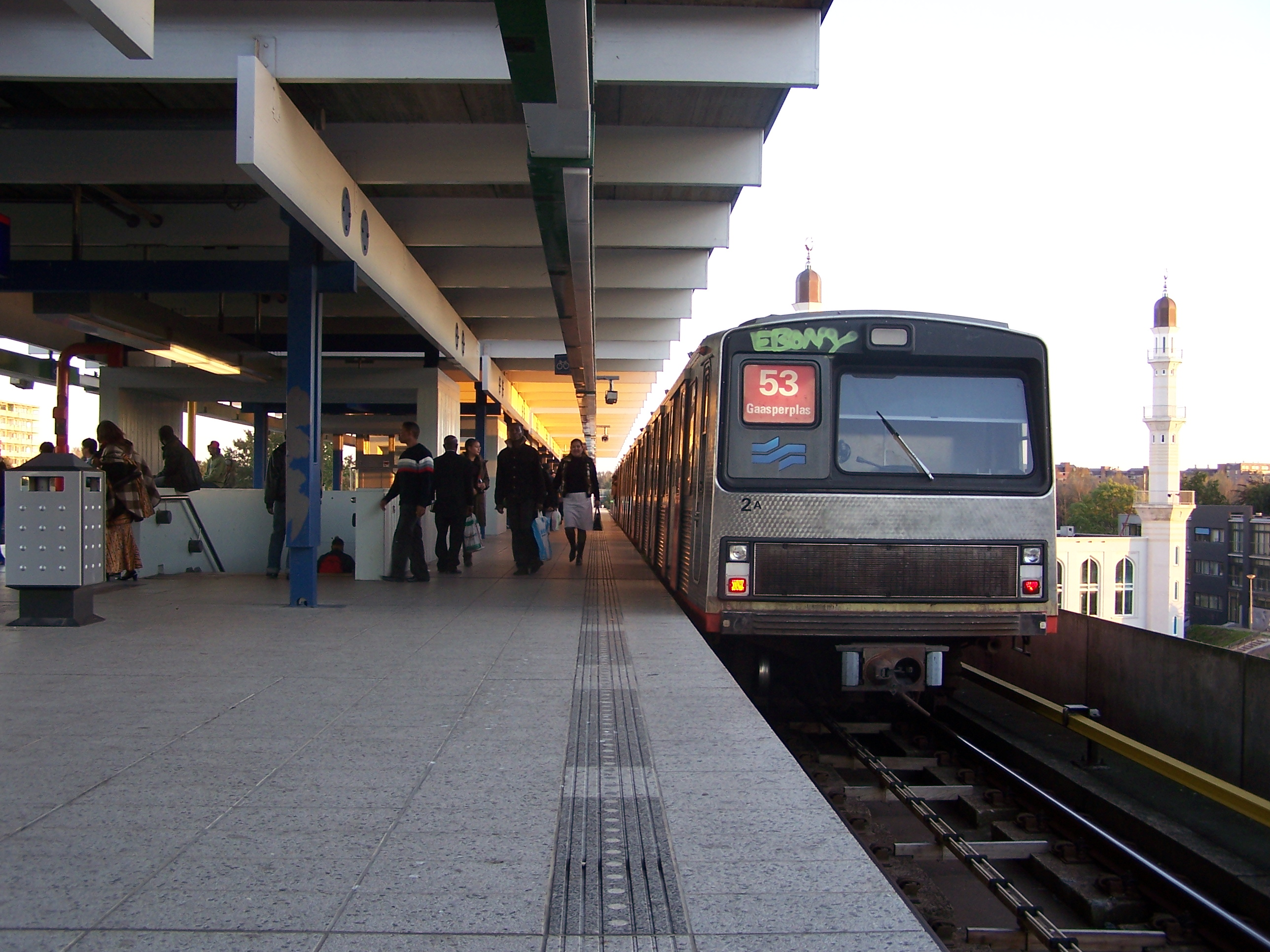
Metro 53 op metrostation Kraaiennest.
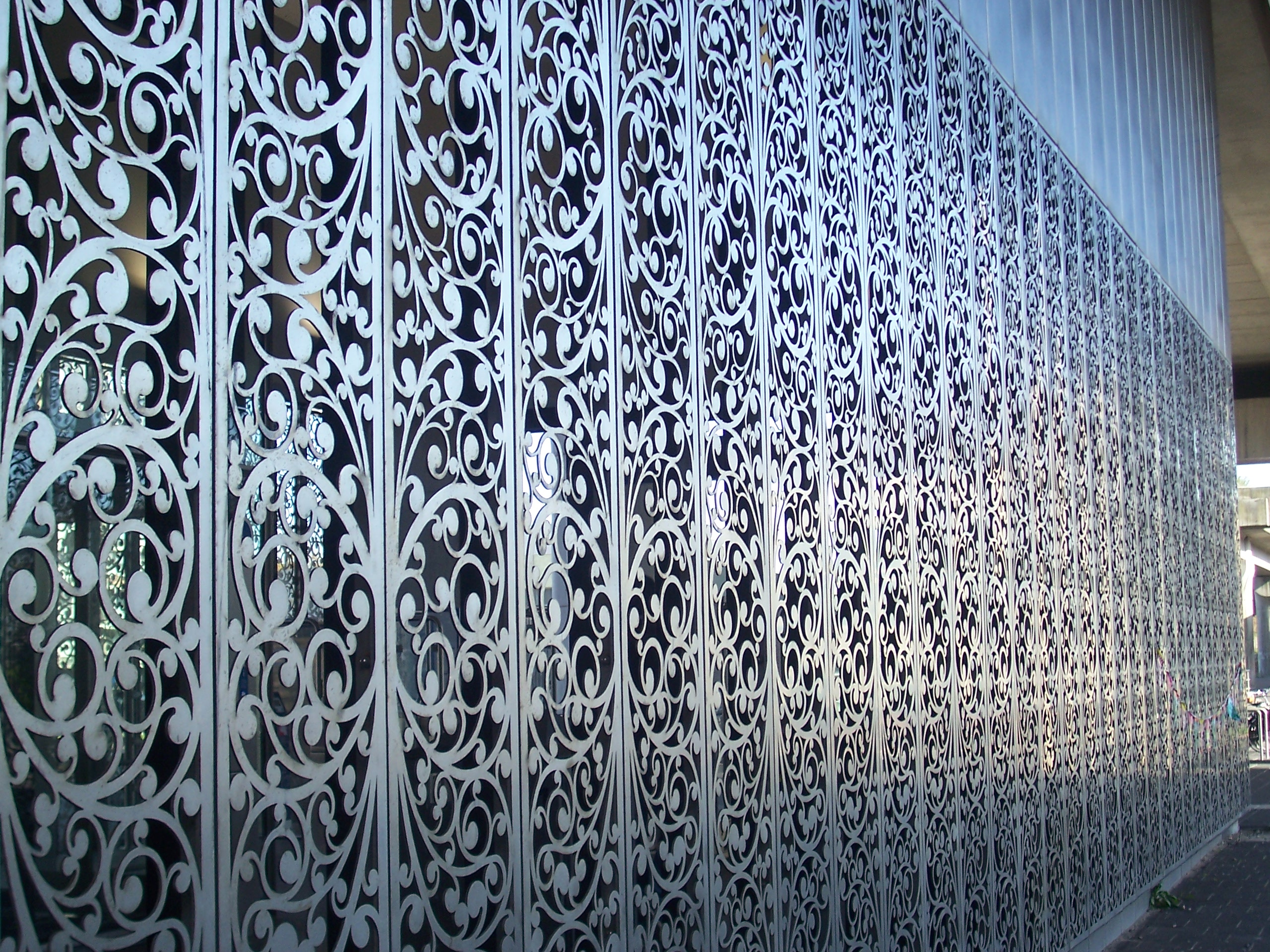
Decoratief en graffitiwerend hekwerk.

Centraal Station (NS) ·
Nieuwmarkt ·
Waterlooplein ·
Weesperplein ·
Wibautstraat ·
Amstelstation (NS) ·
Spaklerweg ·
Van der Madeweg ·
Venserpolder ·
Station Diemen Zuid (NS) ·
Verrijn Stuartweg ·
Ganzenhoef ·
Kraaiennest ·
Gaasperplas